# Dezydery Jacek Tarnowski
Dezydery Jacek Tarnowski herbu Rola – kanonik kamieniecki w 1681 roku, łowczy łęczycki w latach 1640–1681.
Był elektorem Michała Korybuta Wiśniowieckiego z województwa łęczyckiego w 1669 roku. W 1674 roku był elektorem Jana III Sobieskiego z województwa łęczyckiego.